# Чемпіонат Південної Америки з футболу 1953
Чемпіонат Південної Америки з футболу 1953 року — двадцять другий розіграш головного футбольного турніру серед національних збірних Південної Америки.
Турнір відбувався у Лімі, столиці Перу, з 22 лютого по 1 квітня 1953 року. Переможцем вперше в історії стала збірна Парагваю, яка у вирішальному додатковому матчі обіграла збірну Бразилії.

## Формат
Відбірковий турнір не проводився. Від участі у турнірі відмовилась Аргентина та Колумбія. В підсумку у турнірі взяло участь сім учасників: Бразилія, Перу, Болівія, Еквадор, Чилі, Парагвай і Уругвай, які мали провести один з одним матч за круговою системою. Переможець групи ставав чемпіоном. Два очки присуджувались за перемогу, один за нічиєю і нуль за поразку. У разі рівності очок у двох лідируючих команд призначався додатковий матч.

## Стадіон
| Ліма                 |
| -------------------- |
| Національний стадіон |
| Місткість: 50,000    |
|                      |

## Підсумкова таблиця
| Збірна   | І | В | Н | П | ГЗ | ГП | Р   | О |
| -------- | - | - | - | - | -- | -- | --- | - |
| Бразилія | 6 | 4 | 0 | 2 | 15 | 6  | +9  | 8 |
| Парагвай | 6 | 3 | 2 | 1 | 11 | 6  | +5  | 8 |
| Уругвай  | 6 | 3 | 1 | 2 | 15 | 6  | +9  | 7 |
| Чилі     | 6 | 3 | 1 | 2 | 10 | 10 | 0   | 7 |
| Перу     | 6 | 3 | 1 | 2 | 4  | 6  | −2  | 7 |
| Болівія  | 6 | 1 | 1 | 4 | 6  | 15 | −9  | 3 |
| Еквадор  | 6 | 0 | 2 | 4 | 1  | 13 | −12 | 2 |

| 22 лютого  | Болівія  | 1 | 0 | Перу     |
| 25 лютого  | Парагвай | 3 | 0 | Чилі     |
| 25 лютого  | Уругвай  | 2 | 0 | Болівія  |
| 28 лютого  | Перу     | 1 | 0 | Еквадор  |
| 1 березня  | Бразилія | 8 | 1 | Болівія  |
| 1 березня  | Чилі     | 3 | 2 | Уругвай  |
| 4 березня  | Парагвай | 0 | 0 | Еквадор  |
| 4 березня  | Чилі     | 0 | 0 | Перу     |
| 8 березня  | Болівія  | 1 | 1 | Еквадор  |
| 8 березня  | Перу     | 2 | 2 | Парагвай |
| 12 березня | Парагвай | 2 | 2 | Уругвай  |
| 12 березня | Бразилія | 2 | 0 | Еквадор  |
| 15 березня | Бразилія | 1 | 0 | Уругвай  |
| 16 березня | Парагвай | 2 | 1 | Болівія  |
| 19 березня | Чилі     | 3 | 0 | Еквадор  |
| 19 березня | Перу     | 1 | 0 | Бразилія |
| 23 березня | Бразилія | 3 | 2 | Чилі     |
| 23 березня | Уругвай  | 6 | 0 | Еквадор  |
| 27 березня | Парагвай | 2 | 1 | Бразилія |
| 28 березня | Чилі     | 2 | 2 | Болівія  |
| 28 березня | Уругвай  | 3 | 0 | Перу     |

### Додатковий матч
| 1 квітня 1953 |

| Парагвай                            | 3–2 | Бразилія          |
| ----------------------------------- | --- | ----------------- |
| Лопес 14' Гавілан 17' Фернандес 41' |     | Балтазар 56', 65' |

| Національний стадіон, Ліма Глядачів: 35,000 Арбітр: Чарльз Дін (Англія) |

Парагвай: Рікельме — Ольмедо, Еррера — Гавілан, Легісамон, Ермосілья — Берні, Лопес (Пароді), Фернандес, Ромеро (Лакаса), Гомес (Гонсалес)

Бразилія: Кастільйо — Джалма Сантос, Аролдо — Нілтон Сантос (Алфредо Рамос), Бауер, Бранданзиньо — Жуліньйо, Пінгу ('46 Іпожукан), Балтазар, Діді, Клаудіо Пиньйо

## Чемпіон
| Чемпіон Південної Америки 1953 |
| ------------------------------ |
| Парагвай 1-й титул             |

## Найкращі бомбардири
7 голів
- Франсіско Моліна

5 голів
- Жуліньйо

4 голи
| - Анхель Берні | - Рубен Фернандес | - Освальдо Бальсейро |

3 голи
| - Балтазар - Атіліо Лопес | - Карлос Ромеро - Дональд Пелаес |  |